# Aurel Ion Brumaru
Aurel Ion Brumaru (n. 2 aprilie 1943, Strâmtura, jud. Maramureș-d. 4 ianuarie 2025, Brașov, jud.Brașov) este un filozof, eseist, traducător și critic literar contemporan român. Este discipol al filosofului Petre Țuțea. Din 1993 este membru al Uniunii Scriitorilor din România, filiala Brașov. A fost membru în Consiliul Uniunii Scriitorilor din România

## Biografie
Născut în 1943, a doua zi de april, la Strâmtura, ca întâiul fecior al învățătorului Ion Brumaru (directorul școlii de acolo), Aurel Ion Brumaru a făcut primele șapte clase în sat și a continuat la Liceul „Dragoș Vodă”, absolvit în 1961.
Înscris la cursurile Facultății de Istorie-Filosofie, secția Defectologie, a Universității „Babeș-Bolyai”, absolvent al Facultății de Filosofie, secția Psihologie, Universitatea București.
Este membru al Uniunii Scriitorilor din România, filiala Brașov, din 1993. Colaborări cu eseu și cronică de carte la publicațiile: Gazeta literară, Contemporanul, Teatrul, România Literară, Luceafărul, Amfiteatru, Revista învățământului superior, Familia, Tribuna, Ramuri, Vatra, Transilvania, Ateneu, Cronica, Argeș, Poesis, Lumină Lină, NadOdrze (Polonia), Origini (U.S.A.), European Echo, Nomen Artis, Gazeta de Transilvania/ Foaie pentru Minte, Inimă și Literatură, Vatra veche. Colaborator la peste douăzeci de volume colective, lucrări coordonate de Florentin Popescu, Emil Manu, Ion Pogorilovschi, Mircea Brenciu-Freund, Dumitru Dem Ionașcu, Artur Silvestri, Irina Petraș, M. Diaconu etc. Redactor la Astra și Vatra veche. Lucrări traduse în franceză și italiană. A tradus din literatura universală, împreună cu Adrian Hamzea, lucrarea lui Tamasi Aron, Blazonarzii, Editura Kriterion, 1980. A debutat în 1965 în paginile Gazetei literare. Debutul editorial s-a produs în 1975 la Editura Eminescu, cu volumul Literatură și cunoaștere, în colaborare cu Mihai Nadin. 

## Scrieri
- Literatură și cunoaștere, în colaborare cu Mihai Nadin, Editura Eminescu, 1975
- „Masca Principelui”, Editura Dacia din Cluj, 1977
- Ființă și Loc, Editura „Dacia” Cluj-Napoca, 1990
- Pariul cu legenda sau Viața lui Petre Țuțea așa cum a fost ea , Editura Athena, București, 1995,
- Despre Ființa Românească , eseuri, Editura Scrisul românesc, București, 2001;
- Repere ale gândirii românești, eseuri (în colaborare cu Vasile Gogea), Editura Grinta, Cluj-Napoca, 2003;
- Ființa muzicală, eseuri, Editura Grinta, Cluj-Napoca, 2005;
- Destin deturant – schiță monografică Mihai Arsene (2007);
- Lecția labirintului. 11 prelegeri de Filosofie a culturii și o Addendă (nouă teme la propunerea studenților), Editura Kron Art, Brașov, 2012;
- Forma filosofică, eseuri, Editura Kron Art, Brașov, 2017
- Pustia și călătorul, versuri regăsite (1969-1974) , Editura Vatra Veche, Târgu Mureș, 2019
- Apologii & Navigații, , Editura Eikon, București, 2019

## Premii și distincții
- Premiul “Octav Șuluțiu” – critică, istorie literară și eseu – al Filialei Brașov al Uniunii Scriitorilor din România pentru volumul Pariul cu legenda (1995);
- Premiul special “Octav Șuluțiu – 2001” al Filialei Brașov al Uniunii Scriitorilor din România, pentru volumul Despre Ființa Românească;
- Premiul “Octav Șuluțiu” pentru eseu (2006) pentru volumul Ființa muzicală;
- Diploma de Excelență acordată în 2004 de Asociația Română pentru Patrimoniu ARP;
- Diplomă de Excelență acordată în 2005 de Societatea Literară “Mihai Eminescu”, New York;
- Diplomă de Onoare acordată în 1994 de Asociațiunea Transilvană pentru Literatura Română și Cultura Poporului Român ASTRA;
- Diplomă de Excelență acordată în 2012 de Asociațiunea Transilvană pentru Literatura Română și Cultura Poporului Român ASTRA.
- Diplomă de Excelență pentru prestigioasa activitate literară oferită de Uniunea Scriitorilor din România, cu ocazia Zilei Scriitorului Român, ed. din 2013.